# Aphanius baeticus
Aphanius baeticus é uma espécie de peixe da família Cyprinodontidae.
É endémica de Espanha.
Os seus habitats naturais são: rios, águas estuarinas e lagoas costeiras de água salgada.
Está ameaçada por perda de habitat.